# Zagórze (Jastrowie)
Zagórze  – część miasta Jastrowie w Polsce położona w województwie wielkopolskim, w powiecie złotowskim, w gminie Jastrowie.